# Ventania (Paraná)
Ventania é um município brasileiro do estado do Paraná.

## Etimologia
De origem geográfica, em referência à Fazenda Ventania, que tem esta denominação em função de um devastador tufão, que varreu a região em meados de 1870.

## História
A partir do ano de 1855 com a colonização do Jataí, no norte do Paraná, formou-se uma |picada no sentido sul, vislumbrando-se a possibilidade de povoamento em novas áreas do Paraná, que não os Campos Gerais, o de Guarapuava e o já povoado sul do estado. Muitas famílias do segundo e terceiro planalto se aventurarem naquela região, em busca de ampliar os negócios. Há que se levar em conta, a facilidade de aquisição de áreas de terras naquela época, bastando um mínimo de recursos e muita coragem para enfrentar as adversidades inerentes ao desbravamento de sertões.
Nas cercanias do que hoje é o município de Ventania, foi organizada e implantada ainda no século XIX, uma propriedade agrícola denominada Fazenda Fortaleza, uma das mais antigas da região. Por volta de 1870, um violento tufão assolou uma extensa área da fazenda, causando um enorme rastro de destruição. Como o fenômeno arrasou a mata, os empregados da fazenda resolveram tirar proveito da situação após constatarem que o efeito do tufão assemelhava-se a uma "derrubada". Então atearam fogo na mata retorcida pelo vento e ressequida pelo tempo. As terras, após a queimada, estavam prontas para receber sementes de milho, feijão e arroz, e desde então o lugar ficou conhecido como "Invernada da Ventania", graças ao tufão providencial.
Em 1892, o castrense Francisco Pinheiro das Chagas adquiriu dos herdeiros de Manoel Ignácio do Canto e Silva, a antiga Fazenda Fortaleza, que nesta época já era chamada de Invernada da Ventania. Com o passar dos tempos, o novo adquirente daquelas terras passou a assinar seu nome como Francisco das Chagas Ventania, permitindo que seus descendentes também ficassem conhecidos por esta alcunha que se transformou em sobrenome.
O povoado de Ventania passou a ganhar consistência e passou a figurar nos mapas rodoviários a partir da construção do Ramal ferroviário que ligava Joaquim Murtinho à Fazenda Monte Alegre (indústrias de papel Klabin), ocasião em que foi construída a Estação Ferroviária de Ventania.
Pela Lei Estadual nº 790, de 14 de novembro de 1951, foi criado no município de Tibagi o Distrito Administrativo de Ventania, o qual englobou também as terras da Fazenda Monte Alegre. Pela Lei Estadual n° 4.445, de 16 de outubro de 1961, foi oficialmente criado o Distrito Administrativo de Cidade Nova, também no município de Tibagi. Em 5 de julho de 1963, através da Lei Estadual n° 4.738, sancionada pelo governador Ney Braga, o distrito de Cidade Nova foi elevado à categoria de município emancipado, com território desmembrado do município de Tibagi, a qual englobou as terras da Fazenda Monte Alegre. Mais tarde, em 13 de outubro de 1964, pela Lei Estadual n° 371, Ventania transformou-se em Distrito Judiciário, com Termo na Comarca de Tibagi. Ventania tornou-se município emancipado somente no dia 14 de maio de 1990, pela Lei Estadual n° 9.244, cujo território foi desmembrado de Tibagi. A instalação oficial deu-se no dia 1 de janeiro de 1993, com a posse do primeiro prefeito municipal eleito Antônio Helly Santiago.
Em 3 de janeiro de 2002, foi criado oficialmente no município de Ventania o Distrito Administrativo de Novo Barro Preto conforme a Lei Municipal n.º 211.

## Geografia
O município está localizado na região dos Campos Gerais, no segundo planalto paranaense. Possui uma área é de 759 km² representando 0,381 % do estado, 0,1347 % da região e 0,0089 % de todo o território brasileiro. Localiza-se a uma latitude 24°14'45" sul e a uma longitude 50°14'34" oeste, estando a uma altitude de 1013 metros. Sua população estimada em 2005 era de 9.078 habitantes.

### Demografia
Dados do Censo - 2000
População total: 8.024
- Urbana: 5.357
- Rural: 2.667
- Homens: 4.172
- Mulheres: 3.852

Índice de Desenvolvimento Humano (IDH-M): 0,665
- IDH-M Renda: 0,625
- IDH-M Longevidade: 0,630
- IDH-M Educação: 0,741

### Clima
O clima de Ventania é bastante ameno durante boa parte do ano, raramente ultrapassando 30 °C, mesmo durante o verão, mas o inverno pode ser frio, chegando a temperaturas negativas.
O verão e a primavera são chuvosos, com dias amenos à mornos e noites frescas. O outono e inverno são relativamente frios, apresentando uma diminuição das chuvas, embora ainda tenha bastante precipitação.
Segundo o Instituto Nacional de Meteorologia (INMET), desde 2011 a menor temperatura já registrada em Ventania foi de −2,8 °C no dia 6 de julho de 2019, enquanto a maior foi de 33,7 °C no dia 2 de fevereiro de 2019. A média anual é de 17,8 °C podendo ficar negativa no inverno, embora não seja muito frequente, a precipitação média anual é de 1 517 mm sendo o mês mais chuvoso janeiro com média de 214 mm e o mais seco agosto, com média de 76 mm.
| Dados climatológicos para Ventania                                                               | Dados climatológicos para Ventania | Dados climatológicos para Ventania | Dados climatológicos para Ventania | Dados climatológicos para Ventania | Dados climatológicos para Ventania | Dados climatológicos para Ventania | Dados climatológicos para Ventania | Dados climatológicos para Ventania | Dados climatológicos para Ventania | Dados climatológicos para Ventania | Dados climatológicos para Ventania | Dados climatológicos para Ventania | Dados climatológicos para Ventania |
| Mês                                                                                              | Jan                                | Fev                                | Mar                                | Abr                                | Mai                                | Jun                                | Jul                                | Ago                                | Set                                | Out                                | Nov                                | Dez                                | Ano                                |
| ------------------------------------------------------------------------------------------------ | ---------------------------------- | ---------------------------------- | ---------------------------------- | ---------------------------------- | ---------------------------------- | ---------------------------------- | ---------------------------------- | ---------------------------------- | ---------------------------------- | ---------------------------------- | ---------------------------------- | ---------------------------------- | ---------------------------------- |
| Temperatura máxima recorde (°C)                                                                  | 32,2                               | 33,7                               | 29,3                               | 29,8                               | 29,9                               | 28,3                               | 25,4                               | 29                                 | 32,1                               | 32,8                               | 30,5                               | 31,6                               | 33,7                               |
| Temperatura máxima média (°C)                                                                    | 26,3                               | 25,9                               | 25,2                               | 23,5                               | 19,9                               | 18,6                               | 19,2                               | 21,7                               | 22,9                               | 23,7                               | 24,5                               | 25,9                               | 23,1                               |
| Temperatura média (°C)                                                                           | 20,8                               | 20,6                               | 19,9                               | 18,5                               | 15,6                               | 14,6                               | 14,6                               | 15,3                               | 17                                 | 17,8                               | 18,8                               | 20,5                               | 17,8                               |
| Temperatura mínima média (°C)                                                                    | 17,1                               | 17,2                               | 16,4                               | 14,8                               | 12,5                               | 11,6                               | 11,2                               | 11,4                               | 13,1                               | 14,4                               | 14,7                               | 16,8                               | 14,2                               |
| Temperatura mínima recorde (°C)                                                                  | 11,5                               | 12,9                               | 7,9                                | 2,2                                | 1,4                                | −1,3                               | −2,8                               | −0,4                               | 1,9                                | 5,9                                | 7,2                                | 9,7                                | −2,8                               |
| Precipitação (mm)                                                                                | 214                                | 173                                | 116                                | 106                                | 93                                 | 82                                 | 78                                 | 76                                 | 112                                | 161                                | 122                                | 184                                | 1 517                              |
| Fonte: Instituto Nacional de Meteorologia (INMET) (recordes de temperatura: 19/04/2011-presente) |                                    |                                    |                                    |                                    |                                    |                                    |                                    |                                    |                                    |                                    |                                    |                                    |                                    |

## Transporte

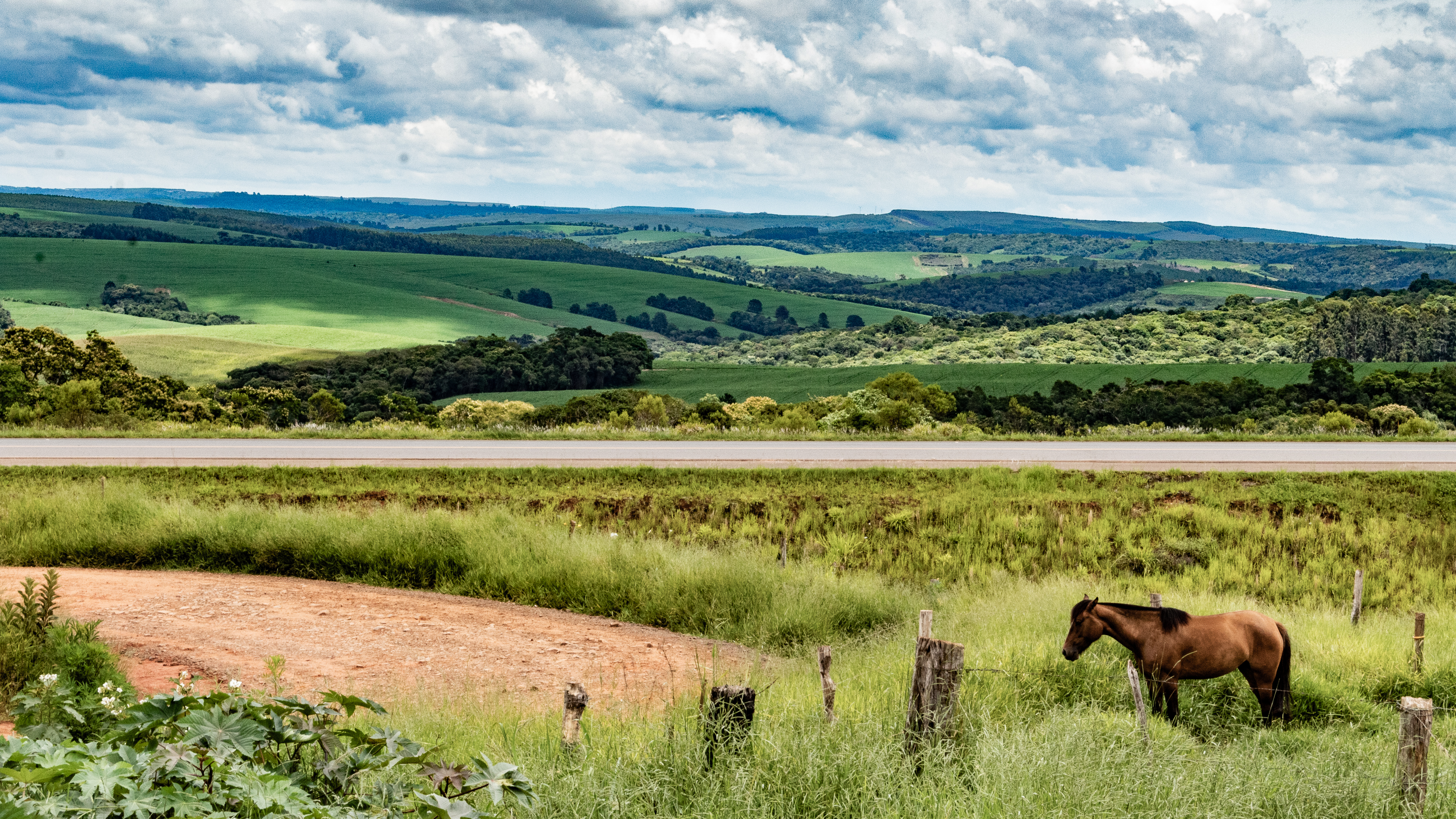
Imagem de uma rodovia cortando a paisagem rural de Ventania.

### Rodoviário
- PR-090 - Rodovia do Cerne (Rodovia Engenheiro Angelo Ferrario Lopes) - trecho Ventania-Curiúva e Ventania-Piraí do Sul.
- BR-153 - Rodovia Transbrasiliana - trecho Ventania-Tibagi e Ventania-Ibaiti.
- PR-531 - Trecho Ventania-Caratuva (Arapoti).
- PR-239 - Trecho Ventania-Arapoti e Ventania-Lagoa (Telêmaco Borba).

### Ferroviário
O ramal de Monte Alegre teve a construção iniciada pela RVPSC em outubro de 1942, para ligar a estação de Joaquim Murtinho (Estação Raul Mesquita), em Piraí do Sul, à Fazenda Monte Alegre. O primeiro trecho foi aberto em 1949, chegando até a localidade de Novo Barro Preto. Em 1949 foram então inauguradas as estações de Castellar de Carvalho, Romário Martins, Ventania e a de Barro Preto, na extensão onde hoje é o município de Ventania. Posteriormente a estação de Ventania teve sua denominação alterada para Inspetor Aureliano Godói. O ramal deveria ser estendido até o norte do Paraná, até alcançar a cidade de Apucarana, na linha Ourinhos-Cianorte, bem como até Lysimaco Costa, no ramal de Barra Bonita, e dali a Cornélio Procópio, também na Ourinhos-Cianorte, mas ambos os projetos de prolongamentos nunca vieram a ser executados. A intenção era fazer da estação de Barro Preto uma central de recebimento e estocagem do café, para exportar a produção. A iniciativa fez com que caminhões carregados viessem da região de Londrina e descarregassem em Barro Preto. Com a construção da Rodovia do Café e o sucesso do transporte rodoviário, o objetivo não foi atingido e o projeto ferroviário foi abandonado, sem receber incentivos. Contudo, trens de passageiros circularam pelo ramal desde o seu início até o ano de 1977, quando foram definitivamente suprimidos. Entretanto, o tráfego de cargueiros para Telêmaco Borba continuou. Por fim, a empresa Klabin S.A. operou até a década de 2010 a linha, quando o ramal foi desativado.

### Aéreo
O município de Ventania não conta com aeródromo. A região é atendida pelo Aeroporto de Telêmaco Borba, que conta com voos regulares.

## Turismo
Forte tendência ao turismo rural, com presença de turismo religioso. Apresenta atrativos como rios, cachoeiras, fazendas e pousadas. Os principais atrativos turísticos são o Olho d'água São João Maria e a antiga estação ferroviária.

## Administração
- Antônio Helly Santiago (1993 a 1996)
- Ocimar Roberto Bahnert de Camargo (1997 a 2000)
- Antônio Helly Santiago (2001 a 2004)
- Ocimar Roberto Bahnert de Camargo (2005 a 2008)
- Ocimar Roberto Bahnert de Camargo (2009 a 2012)
- José Luiz Bittencourt (2013 a 2016)
- Antônio Helly Santiago (2017 a 2020)
- José Luiz Bittencourt (2021 a 2024)

## Cultura
A cultura do município de Ventania, basicamente tem sua origem na essência da formação do povo rural do interior do Paraná, mais precisamente da região dos Campos Gerais. Parte da cultura municipal tem relação com a cultura tropeira, onde recebeu influências dos viajantes que cortavam as invernadas da região no ciclo do tropeirismo. A maioria da população é descendente de caboclos, resultado da miscigenação de povos que colonizaram o Brasil. Os costumes da população local são heranças das práticas agrícolas e pecuárias que sustentavam a economia regional no século XIX e XX, que também podem ser notados nos municípios vizinhos como Tibagi, Piraí do Sul e Curiúva. Ainda é comum ver pessoas em Ventania que utilizam cavalos como meio de locomoção. Já o uso de veículos com tração animal é bem pouco utilizado. A carroça conduzida por dois animais que era utilizada até para transportes coletivos, hoje está sendo substituída por veículos automotores.

### Culinária
A culinária do município recebeu influências dos tropeiros. O prato típico do município de Ventania é o virado com frango caipira, acompanhado com café. Em Novo Barro Preto acontece entre os meses de março e abril a Festa do Milho, momento em que as plantações de milho ainda estão verdes, pois a característica principal da festa é a comida: pamonha, curau, milho cozido, virado de milho, bolo de milho e outros. Mais recentemente o município tem se destacado também na produção de azeite de oliva.

### Festividades
Além da Festa do Milho em Novo Barro Preto, acontecem no município outras festividades. É comum a devoção aos santos católicos, como as tradicionais festas de Nossa Senhora Aparecida e São José. Acontecem também as típicas Festas Juninas com apresentação de danças diversas, junto com a tradicional quadrilha. É comum entre os meses de junho e julho algumas famílias fazerem fogueiras, o que se constitui em ponto de encontro para a comunidade, com muita comida, bebidas e música. Os encontros são feitas em louvor a São João, Santo Antônio e São Pedro. Principalmente no meio rural, a romaria com dança e oração é bem típico da região, como acontece em louvor a São Gonçalo. Na festividade a imagem é colocada em um altar, e toda a população ao toque de uma viola acompanhada de uma canção, faz a homenagem ao santo. A dança é semelhante à Folia de Reis, conta de passos cadenciados e reverência ao santo. O festejo normalmente é acompanhado por comidas e bebidas oferecidas pelos anfitriões, contudo não há uma época específica para que o evento aconteça.

## Bandeira

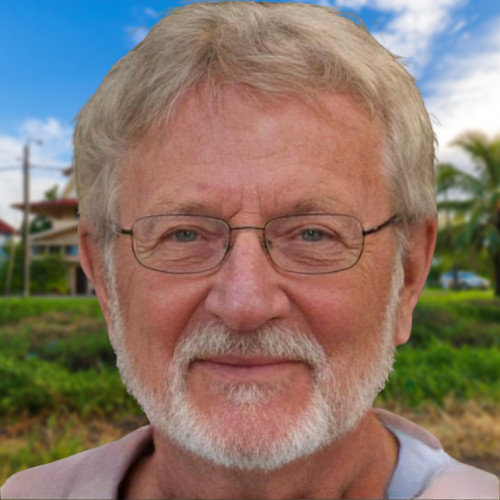
Luís Lisboa (nasc. 1952, falec. 2017), criador da bandeira de Ventania.

A bandeira de Ventania, foi desenhada pelo engenheiro local Luís Lisboa. Esta bandeira possui um significado especial para a comunidade, pois foi inaugurada em um dia marcante para o município: 14 de maio de 1990, data em que se celebra a emancipação política de Ventania.

### Elementos e Significados
O Brasão: No centro da bandeira encontra-se um brasão que representa as principais atividades econômicas da cidade, que são a agricultura e a pecuária. A agricultura é retratada através de imagens de plantações e produtos agrícolas, enquanto a pecuária é representada por figuras de animais, simbolizando a importância destas atividades para a economia local. Além disso, o brasão também incorpora elementos naturais que destacam a beleza e a riqueza ambiental da região, como montanhas, rios e árvores.
Design Semelhante à Bandeira da Revolta Árabe: O formato da bandeira de Ventania é notavelmente semelhante ao da bandeira da Revolta Árabe, devido à influência significativa da comunidade de imigrantes libaneses na região. Os libaneses que se estabeleceram em Ventania trouxeram consigo um forte senso de identidade cultural e contribuíram de maneira significativa para o desenvolvimento da cidade. A adoção de um design inspirado na bandeira da Revolta Árabe é uma forma de homenagear essa comunidade e reconhecer suas contribuições.
Ouro: A cor dourada presente na bandeira simboliza a riqueza e a prosperidade do município. Representa a abundância de recursos naturais e o sucesso econômico de Ventania, destacando o potencial de crescimento e desenvolvimento contínuo da cidade.
Paz: A cor branca na bandeira representa a paz e a tranquilidade que prevalecem entre os moradores. Esta cor simboliza a harmonia social e a convivência pacífica que caracteriza a comunidade de Ventania, reforçando o compromisso dos cidadãos com a construção de um ambiente seguro e acolhedor.
Natureza: A cor verde na bandeira destaca a importância da preservação ambiental e a conexão intrínseca da cidade com seu entorno natural. Representa a exuberância das paisagens naturais de Ventania e a valorização da sustentabilidade e da conservação ecológica.